# 山極三郎
山極 三郎（やまぎわ さぶろう、1899年（明治32年）5月15日 - 1993年（平成5年）5月18日）は、日本の動物学者・病理学者。専門は獣医病理学。農学博士。元帯広畜産大学学長。父親は幻のノーベル賞受賞者といわれる山極勝三郎東大医学部教授（病理解剖学）。京都大学総長を務めた山極寿一は遠縁にあたる。

## 経歴
東京出身。1923年（大正12年）北海道帝国大学農学部卒。北大農学部畜産学科比較病理学教室では東大で父親山極勝三郎の研究を手伝い、父勝三郎と一緒に帝国学士院賞を受賞した市川厚一に学ぶ。1927年北海道大学 農学博士　「有尾類ノ尿生殖器系統」。 満鉄獣疫研究所研究科長を経て、1938年（昭和13年）同参事。1945年（昭和20年）終戦となり引き上げし、北海道帝国大学農学部比較病理学教室教授。その後、北大畜産学部教授。1962年（昭和37年）北海道大学停年退官。同名誉教授。帯広畜産大学4代学長に就任。1969年（昭和44年）帯広畜産大学退官。

## 主著
- 『獸疫豫防論』（文永堂, 1944年）
- 『獣医病理学総論』（文永堂出版, 1956年初版・1983年改訂版）
- 『獣医病理解剖学』（文永堂, 1958年）
- 『獣医病理学特論』（文永堂出版, 1975年）